# Ilex (Schiff)
HMS Ilex (D61/I61) war ein Zerstörer der acht Schiffe und einen Leader umfassenden I-Klasse der britischen Royal Navy im Zweiten Weltkrieg. Nach Schäden durch Luftangriffe vor der syrischen Küste Mitte Juni 1941 und Scheitern einer Reparatur wurde das Schiff notrepariert und um Afrika herum zur Reparatur in die USA verbracht, wo sie von Mitte März bis September 1942 wieder instand gesetzt wurde.
Wieder im Mittelmeer eingesetzt, wurde die Ilex wegen schwerer Schäden an der Maschinenanlage im Dezember 1943 aufgelegt und kam nicht wieder zum Einsatz. Sie wurde 1948 in Italien abgewrackt.

## Geschichte des Schiffes
Die Ilex war eines der beiden Schiffe, die am 30. Oktober 1935 bei John Brown & Company in Clydebank bestellt wurden. Nach ihrer Kiellegung im März 1936 lief die Ilex am 28. Januar 1937 in Clydebank vom Stapel. In Dienst gestellt wurde sie am 7. August 1937 als letztes Schiff der Klasse, da sich die Anlieferung der Hauptartillerie verzögert hatte.
Der Zerstörer wurde zunächst gemeinsam mit der Mehrzahl seiner Schwesterschiffe bei der Mittelmeerflotte in der 3. Zerstörerflottille eingesetzt.

### Kriegseinsätze
Nach dem Kriegsbeginn wurde die Flottille in die Gewässer um die Britischen Inseln zurückbefohlen. Bei einem zwischenzeitlichen Geleiteinsatz gelang es am 12. Oktober 1939 gemeinsam mit dem Schwesterschiff Imogen, südwestlich von Irland das deutsche U-Boot U 42 zu versenken.
Im April 1940 sollte das Schiff andere Zerstörer decken, die im Rahmen der Operation Wilfred Minen in den Küstengewässern des damals noch neutralen Norwegens legen sollten.
Schon Mitte Mai verließ die Ilex Plymouth mit den Zerstörern Hero, Hasty, Hereward und Havock, um erneut ins Mittelmeer zu verlegen, wo sie in Alexandria stationiert wurde. Im Zuge einer groß angelegten U-Jagd-Operation im östlichen Mittelmeer, an der fast alle einsatzbereiten Zerstörer der britischen Mittelmeerflotte beteiligt waren, gelang es dem Schiff zusammen mit Defender und Dainty am 27. Juni 1940, das italienische U-Boot Liuzzi zu versenken. Gemeinsam mit dem letztgenannten Zerstörer konnten zwei Tage später südwestlich von Kreta, wiederum unterstützt durch die Funkaufklärung, die U-Boote Uebi Scebeli und Argonauta versenkt werden.

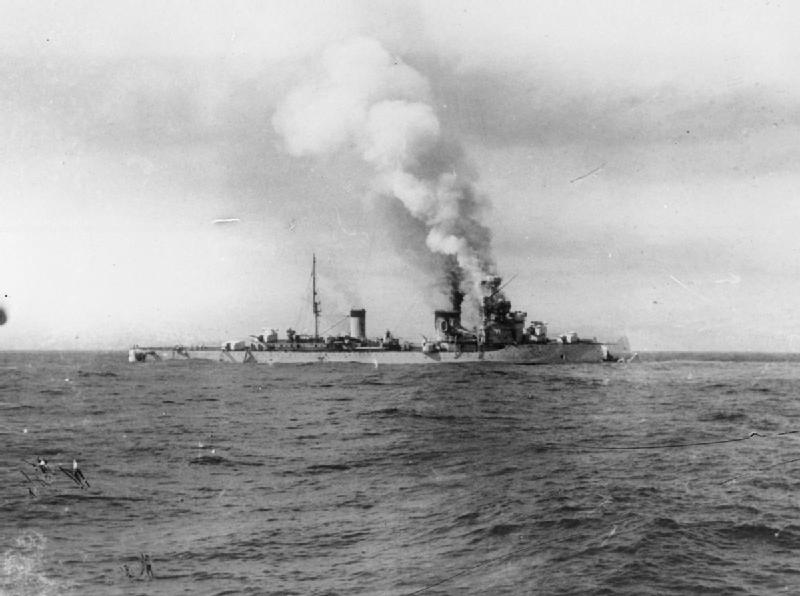
Die in Brand geschossene Bartolomeo Colleoni

Im Juli nahm HMS Ilex an der Seeschlacht bei Punta Stilo als Geleiter für die Schlachtschiffe teil. Nur wenige Tage später folgte die Seeschlacht bei Kap Spada, in der der italienische Leichte Kreuzer Bartolomeo Colleoni auf dem Weg von Tripolis nach Leros durch einen britischen Verband versenkt werden konnte, der vom Leichten Kreuzer HMAS Sydney angeführt wurde. Der zwar weiter feuernde, jedoch nach schweren Treffern der Sydney nicht mehr steuerbare italienische Kreuzer wurde durch Torpedos der Zerstörer Hyperion und Ilex versenkt. Die britischen Zerstörer (Havock, Hyperion, Hasty, Hero und Ilex) retteten 525 Mann der gesunkenen Colleoni. Das die Colleoni begleitende Schwesterschiff Giovanni dalle Bande Nere konnte nach Bengasi entkommen.
Im November wurde der Zerstörer zu einem Malta-Geleit herangezogen. Nach dem Ende der Geleitaufgabe griff die deckende Flotte einschließlich der Ilex den süditalienischen Flottenstützpunkt Tarent mittels Torpedobombern vom Flugzeugträger Ark Royal an.
Nach einem weiteren Malta-Geleit war der Zerstörer im März 1941 an der Schlacht bei Kap Matapan beteiligt. Im Mai 1941 wurde der Zerstörer zu einem weiteren Geleit herangezogen, das durch das gesamte Mittelmeer lief, um die bedrängte britische 8. Armee mit Kriegsgerät zu versorgen. Es folgten Ende Mai/Anfang Juni ununterbrochene Einsätze im Rahmen der letztlich erfolglosen Versuche, die Insel Kreta gegen deutsche Landungsoperationen (Unternehmen Merkur) zu verteidigen, und der anschließend notwendigen Evakuierung der alliierten Truppen.
Auch in der Folgezeit war der Zerstörer im östlichen und zentralen Mittelmeer eingesetzt. Bei der Besetzung der französischen Mandatsgebiete im Nahen Osten (Syrien und Libanon) wurde das Schiff am 15. Juni 1941 durch Junkers Ju 88 der II./LG 1 zusammen mit dem Schwesterschiff Isis angegriffen und beide Zerstörer schwer beschädigt. Die nach Haifa eingeschleppte Ilex konnte vor Ort nicht wieder einsatzfähig gemacht werden. Notrepariert marschierte der Zerstörer in vielen Etappen bis März 1942 in die Vereinigten Staaten, wo die Reparatur des Schiffes durchgeführt wurde, die bis Mitte 1943 dauerte.
Der erste Einsatz nach der Beendigung der Arbeiten erfolgte am 3. Juni 1943 bei einer Beschießung der italienischen Insel Pantelleria zusammen mit der Isis. Im Rahmen der Operation Husky, der alliierten Landung auf Sizilien, sicherte der Zerstörer die Landungsräume. Dabei versenkte die Ilex gemeinsam mit dem Zerstörer Echo das italienische U-Boot Nereide vor Augusta. Auch zur Landung bei Salerno (Operation Avalanche) wurde das Schiff herangezogen.
Ab Dezember 1943 wurde HMS Ilex dann wegen schwerer Schäden an der Maschinenanlage der Reserve zugewiesen. Die Reparaturen, die in Nordafrika durchgeführt wurden, hatten nur niedrige Priorität und waren bis zum Kriegsende nicht abgeschlossen.
Auch danach kam das Schiff nicht mehr in Fahrt. Es wurde 1947 abgewrackt.